# Universidad de Botsuana
La Universidad de Botsuana (en inglés: University of Botswana) fue establecida en 1982 como la primera institución de educación superior en Botsuana. La universidad cuenta con cuatro campus, dos en la capital Gaborone, uno en Francistown y otro en Maun. La universidad se divide en seis facultades: Negocios, Educación, Ingeniería, Humanidades, Ciencias y Ciencias Sociales. La Facultad de Medicina se programó para iniciar la inscripción de estudiantes en 2009 como parte de una colaboración con la Universidad de Melbourne en Australia. El contraste entre los viejos   y  nuevos edificios universitarios revela el reciente crecimiento económico del país. La UB comenzó como una parte de un sistema universitario más grande conocido como UBBS, o la Universidad de Bechuanalandia (Botsuana), Basutolandia (Lesoto), y Suazilandia, que fue fundada en 1964 para reducir la dependencia de los tres países en la educación terciaria en la era del apartheid en Sudáfrica. Después de Botsuana y Lesoto se independizaron en 1966, la universidad fue llamada la Universidad de Botsuana, Lesoto y Suazilandia (UBLS).